# Sceptrothelys grandiclava
Sceptrothelys grandiclava är en stekelart som först beskrevs av Walker 1835.  Sceptrothelys grandiclava ingår i släktet Sceptrothelys och familjen puppglanssteklar. Arten är reproducerande i Sverige. Inga underarter finns listade i Catalogue of Life.